# Lamborghini Sián
La Lamborghini Sián, chiamata anche Lamborghini Sián FKP37, è la prima autovettura ibrida prodotta dalla casa automobilistica italiana Lamborghini, costruita dal 2019 fino al marzo 2022 in serie limitata di 63 esemplari.

## Profilo
Presentata in anteprima il 3 settembre 2019 per poi debuttare qualche giorno dopo al salone di Francoforte, è il primo veicolo di produzione a propulsione ibrida prodotto dal marchio italiano, dopo la concept car Asterion.
Il nome dato alla vettura è Sián, derivante dal dialetto bolognese siån (AFI: /ˈʂjʌ̃ː/), che significa fulmine. Il nome è stato scelto per evidenziare che è il primo veicolo elettrificato della Lamborghini. La sigla "FKP37", significa invece "Ferdinand Karl Piëch 1937", nome completo e anno di nascita del presidente del consiglio di controllo di Volkswagen deceduto pochi giorni prima della presentazione della vettura.

## Specifiche e prestazioni

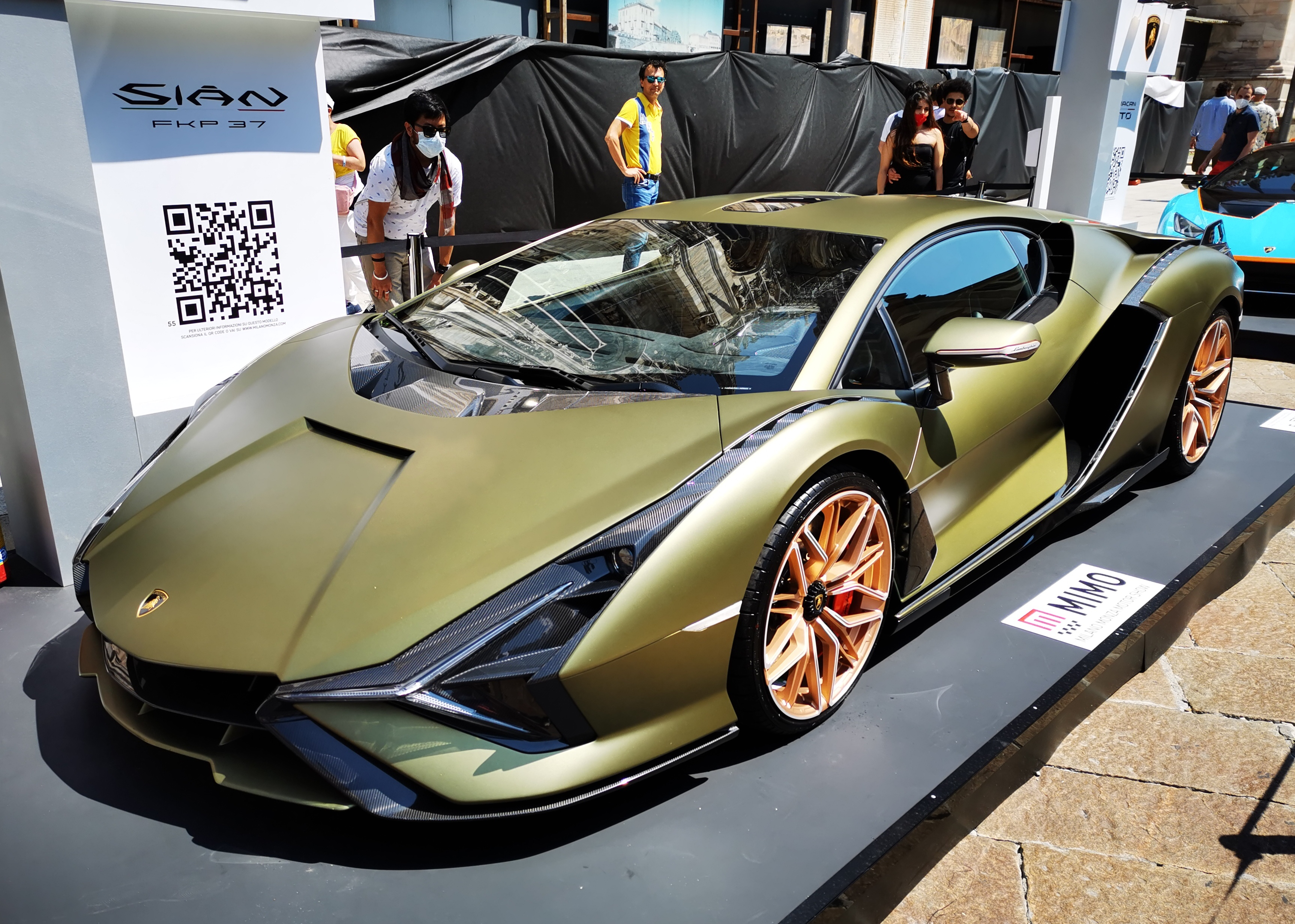
Lamborghini Sian al Milano Monza Motor Show 2021

Basata sul telaio della Lamborghini Aventador, la Sián condivide il motore con la variante SVJ, un 6,5 litri L539 V12 disposto centralmente, ma ad esso è stato aggiunto un motore elettrico a 48 Volt integrato nel cambio che può erogare fino a 34 CV di potenza e 38 Nm di coppia. Altre modifiche al motore includono l'aggiunta di valvole di aspirazione in titanio, una centralina riconfigurata e un nuovo sistema di scarico che fanno aumentare la potenza a 785 CV erogati a 8500 giri/min (mentre la coppia massima è di 720 Nm a 6750 giri/min), per un totale di 819 CV.
Il motore è abbinato a una trasmissione automatica a sette velocità e a un sistema di trazione integrale a controllo elettronico con un differenziale posteriore di tipo autobloccante meccanico.
L'unità elettrica è alimentata da un supercondensatore anziché da una batteria agli ioni di litio. Il supercondensatore è tre volte più potente di una cella a litio dello stesso peso e tre volte più leggera di una batteria con la stessa potenza. In totale, tutto il pacco elettrico/ibrido pesa 34 kg. Il sistema si alimenta grazie alla frenata rigenerativa, che invia energia al supercondensatore durante le decelerazioni e/o le frenate. L'energia accumulata può essere utilizzata a discrezione del conducente fino a una velocità di 130 km/h. Il motore elettrico consente anche di avere una curva di accelerazione più regolare, entrando in funzione durante i cambi di marcia per ridurre i vuoti di potenza.
Il motore elettrico funge così anche da ausilio al cambio robotizzato a 7 rapporti (il semi-automatico Lamborghini ISR – acronimo che sta per Independent Shifting Rods) di cui è dotata questa vettura, rendendolo più morbido, continuo e veloce durante la cambiata.
Lo 0-100 km/h viene coperto in 2,8 secondi, mentre la velocità massima dichiarata è superiore a 350 km/h, o, più correttamente, viene indicata come 355 km/h.

## Design

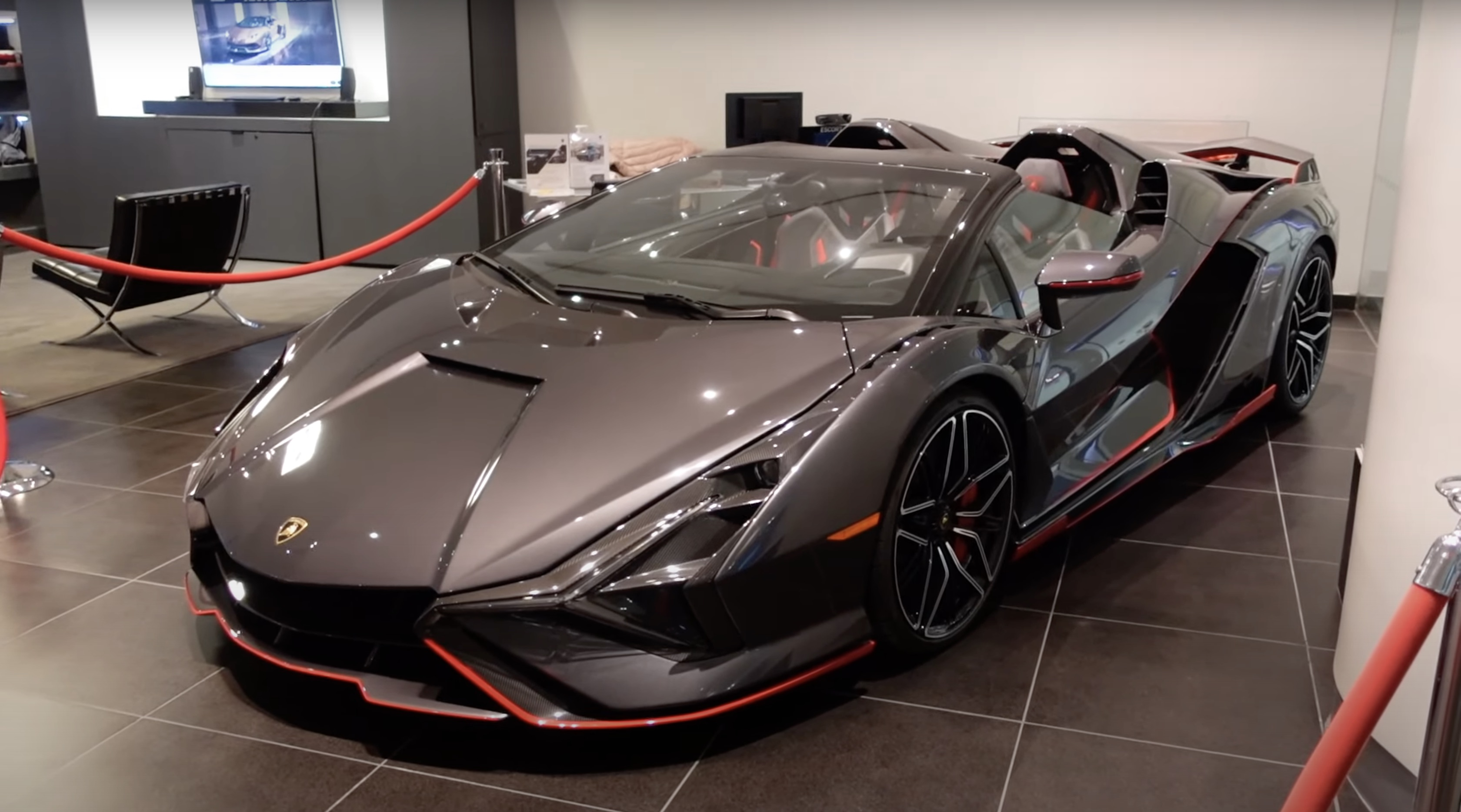
Lamborghini Sian Roadster

Il desigdidel frontale segue un profilo a cuneoindicata come r Marcello Gandini, riprendendo alcuni elementi della concept car Lamborghini Terzo Millennio presentata nel 2017. I fari anteriori hanno la forma di una Y, mentre nella parte posteriore è presente un'ala che crea deportanza. Il carico aerodinamico è massimizzato dalle prese d'aria laterali e dal grande splitter anteriore in fibra di carbonio. Gli scarichi e i sei fanali posteriori hanno forma esagonale e sono ispirati a quelli della Countach.
L'interno riprende vari elementi dall'Aventador, con la consolle centrale rivista e dotata di un display touchscreen verticale ripreso dall'Huracán Evo. Il rivestimento in pelle è stato realizzato da Poltrona Frau. Alcuni elementi dell'abitacolo sono realizzati mediante stampante 3D.